# Kilombo
Das Kilombo ist eine Bar im Münchner Stadtbezirk Schwanthalerhöhe. Gegründet in der Au zog sie 2007 in die Gollierstraße, in ein ehemaliges Arbeiterviertel.
Im Kilombo finden Konzerte und Lesungen statt. In den 2000er Jahren fand im Kilombo die Lesereihe Geschichten aus der großen Stadt statt. Zwischen 2001 und 2007 lasen in einer Reihe von dreiundzwanzig Veranstaltungen Autoren aus ihren Texten vor. Im Jahr 2023 wurde das Literaturarchiv der Geschichten aus der großen Stadt der Monacensia, dem Literaturarchiv der Stadt München, übergeben. Die Literaturszene der 2000er Jahre wurde durch die Lesereihe entscheidend mitgeprägt.
Zu Autorinnen und Autoren, die mit Beiträgen in der Lesereihe Geschichten aus der großen Stadt vertreten waren, gehören:
| - Ahne - Friedrich Ani - Markus Binder - Ebony Browne - Franz Dobler - David Foenkinos - Franzobel - Lena Gorelik |  | - Falko Hennig - Schorsch Kamerun - Wladimir Kaminer - FX Karl - Steffen Kopetzky - Maxim Leo - Benjamin Maack - Thomas Meinecke |  | - Juan Moreno - Richard Oehmann - Georg M. Oswald - Dan Richter - Friederike Trudzinski - Madeleine Prahs - Matthias Praxenthaler - Richard David Precht |  | - Dimitri Verhulst - Gernot Wolfram - Christian Zehnder - Feridun Zaimoglu |

Neben den Literaturveranstaltungen gilt das Kilombo als Musikbar. Zu den aufführenden DJs gehören Karel van Bergen, Christian Blau, Bernd Hartwich und Christian Ude. Zu Veranstaltungen im Kilombo zählen beispielsweise der von 2001 bis 2007 regelmäßig stattfindende Musikabend Jazz Orange. Jazz Orange ist ein Projekt des Musikers Michael Hornstein. An den Jazz Orange Musikabenden musizierten neben Hornstein Peter Bockius und weitere Gäste. Weitere Ereignisse sind Tiki-Feste im Rahmen der Tiki-Kultur mit Tiki-Skulpturen aus dem Bestand von Moritz Reichelt.

## Kunst im Kilombo

Piktogramme nach Gerd Arntz (1929), von Wolfgang Achmann, Acryl auf Holz, je 200 × 100 cm, München 1998, ursprünglicher Ausstellungsort: Kilombo

Zur Kunst im Kilombo gehören Piktogramme nach Gerd Arntz des Künstlers Wolfgang Achmann und weitere, serielle Kunst von Wolfgang Achmann, temporär ein Prinzessinnenstab von Glitzi Mild, Malerei auf Holz von Christoph Schneider sowie Graphiken Achmanns. Während der Tiki-Feiern waren Tiki-Skulpturen aus dem originalen Bestand von Moritz Reichelt ausgestellt.